# 淨現值法

## 定義
此方法的理論是將投資的未來現金流量，全部折現成投資始日的價值，稱為該投資的淨現金流量，或稱為淨現值（NPV, Net Present Value）。
假設投資的淨現值為正數，代表該投資的結果可以增加企業的價值;反之，如果投資評估的淨現值為負數，代表此投資會減少企業的價值，不應該接受。
淨現值（NPV）通過計算每個投資期間的成本（負現金流）和收益（正現金流）來確定。期限通常為一年，但可以按季度，半年或數月來衡量。在計算每個時期的現金流量後，每個時期的現值（PV）是通過以定期收益率（市場規定的收益率）貼現其未來價值（見公式）來實現的。
當然淨現值為正數仍不代表該接受此投資建議，或許存在其他淨現值更高的投資機會。在多項投資案並陳時，應選擇淨現值最高的投資案。淨現值是多數企業進行投資評估時的依據，因為它將投資期間的所有現金流量納入考慮，並且以折現後的金額做計算。

## 公式
凈現值 = 未來现金净流量現值-原始投资额现值
{\displaystyle \mathrm {NPV} =\sum _{t=0}^{N}{(CI-CO)_{t}}{(1+i_{c})^{-t}}}
- {\displaystyle (CI-CO)_{t}}：第t年净现金流量
- {\displaystyle i_{c}}：基准收益率（或贴现率）
- {\displaystyle N}：方案计算期

## 优缺点
優點：
- 考慮貨幣時間價值
- 基於現金流量做決策
- 符合價值可加原則（Value Additivity Principle）
- 适应性强，能基本满足项目年限相同的互斥投资方案的决策
- 能灵活地考虑投资风险

缺點：
- 所采用的贴现率不易确定
- 不适宜于原始投资额现值不同的独立投资方案的比较决策
- NPV有时也不能对寿命期不同的互斥投资方案进行直接决策

## 外部參考
- (新闻稿). 香港: 香港金融管理局. 2001年4月  [2015-09-14]. （原始内容存档于2015-06-28）.